# Município de Canaan (condado de Madison, Ohio)
Localização do Ohio nos E.U.A.
O município de Canaan (em inglês: Canaan Township) é um local localizado no condado de Madison no estado estadounidense de Ohio. No ano 2010 tinha uma população de 2567 habitantes e uma densidade populacional de 28,42 pessoas por km².

## Geografia
O município de Canaan encontra-se localizado nas coordenadas 40° 03′ 22″ N, 83° 18′ 29″ O. Segundo o Departamento do Censo dos Estados Unidos, o município tem uma superfície total de 90.33 km², da qual 90,26 km² correspondem a terra firme e (0,08 %) 0,08 km² é água.

## Demografia
Segundo o censo de 2010, tinha 2567 pessoas residindo no município de Canaan. A densidade de população era de 28,42 hab./km².